# Dean Baranja
Dean Baranja, slovenski nogometaš in trener, * 9. oktober 1971.
Baranja je nekdanji profesionalni nogometaš, ki je igral na položaju vezista. V svoji karieri je igral za slovenska kluba Beltince in Muro ter avstrijski Leoben. Skupno je v prvi slovenski ligi odigral 249 tekem in dosegel 34 golov.